# Rafael Sóbis
Rafael Augusto Sóbis (Erechim, 17. lipnja 1985.), brazilski nogometaš, trenutno igrač nogometnog kluba Internacionala.

## Karijera
Karijeru započinje u nogometnom klubu Internacional (Sport Club Internacional Porto Alegre). S 19 godina u sezoni 2005 zabija 19 golova u 35 utakmica. Te godine bio je jedan od glavnih igrača kluba, Internacional završava tu sezonu drugi u Brazilskoj nogometnoj ligi.
Sezona 2006 nije mu krenula najbolje, borio se je serijom ozljeda. Unatoč ozljedama vratio je mjesto u momčadi i pomogao da klub osvoji Copa Libertadores, zabio je dva gola u prvoj finalnoj utakmici protiv São Paula. Dan nakon osvajanja Copa Libertadores dobio je poziv u Brazilsku reprezentaciju od izbornika Dunge za utakmice protiv Argentine i Walesa u rujnu 2006. godine.
Sóbis u kolovozu 2006. godine potpisuje za klub Real Betis. Potpisao je ugovor vrijedan 8 milijuna eura na osam godina. Službeno je bio predstavljen 8. kolovoza 2006. dva dana kasnije je debitirao za Betis na stadionu Manuel Ruiz de Lopera protiv Athletic Bilbaoa, Betis pobjeđuje tu utakmicu s 2-0. Svoj prvi gol za klub zabija protiv nogometnog kluba Sevilla, Betis je izgubio tu utakmicu s 3-2. Sóbis u toj utakmici zabija dva gola za Betis.
2. rujna 2008. godine Betis objavljuje odlazak Rafaela Sóbisa u nogometni klub Al-Jazira, vrijednost transfera je 10 milijuna eura.

## Klupske titule
- Rio Grande do Sul State League 
  - 2004., 2005.

- Chile Octogonal Tournament 
  - 2005.

- Libertadores Cup 
  - 2006.

## Osobne titule
- Brazilian Bola de Prata 
  - 2005.

- Copa Libertadores najbolji strijelac 
  - 2006.